# Cáceres (Espanha)
Cáceres é um município de Espanha na província de Cáceres, comunidade autónoma da Estremadura, de área 1 768 km². Em 2021 tinha 95 418 habitantes (densidade: 54 hab./km²). A cidade está ligada à rede ferroviária portuguesa através do Ramal de Cáceres.

## História
A presença humana no território que hoje em dia corresponde à cidade de Cáceres remonta à Pré-história. Na zona de Calerizo existem várias escavações onde foram encontradas pinturas de mãos humanas com a particularidade de ter o dedo mindinho amputado.
Mas foi, sem dúvida, no século I a.C., aquando da fundação romana, da capital administrativa do local, Norba Cesarina, junto da via de comunicação mais importante da zona (depois conhecida como Via da Prata), que a cidade conheceu os primeiros tempos de prosperidade. Era ali que ficava Castra Cecília, uma das bases de Quinto Cecílio Metelo Pio durante a Guerra Sertoriana. No século V d.C., os visigodos arrasaram a cidade e até ao século IX não se ouviu mais falar de Cáceres.
Os muçulmanos aproveitaram a localização estratégica, na qual tinha assentado a colónia romana, para construir uma base militar para fazer frente aos cristãos vindos do norte durante a época da Reconquista. A denominação árabe do território é incerta, mas entre elas Hizn Qazrix o Al Qazrix é o nome mais provável.
No século XII, devido ao avanço dos cristãos, a cidade foi fortificada com uma muralha de adobe. Esta não serviu de muito pois o rei Afonso IX, monarca do Reino de Leão, tomou a cidade anos depois a 23 de Abril de 1229, dia de São Jorge, que desde então é o padroeiro da cidade.
A partir desse momento, Cáceres começa a transformar-se, construindo igrejas no lugar das mesquitas e palácios cristãos sobre os palácios muçulmanos. Com algumas modificações desde o século XVIII, a cidade chega aos nossos dias quase sem alterações, sendo uma das cidades monumentais mais bem conservadas do Mundo.

## Clima
As suas temperaturas médias no Inverno não ultrapassam os 10 °C de máxima, chegando a mínimas de -5 °C. No Verão a temperatura média ascende aos 35 °C de máxima e mínima de 20 °C. Possui precipitações elevadas nos meses de Outubro, Novembro, Março, Abril e Maio.

## Património
O centro histórico da cidade foi incluído na lista do Património da Humanidade pela UNESCO em 1986, sob o nome de "Cidade antiga de Cáceres" . Em 1968, a chamada "Cidade Monumental de Cáceres" foi declarada o terceiro Conjunto Monumental Europeu, depois de Praga e Talim.
Entre outros monumentos podem destacar-se:

### Monumentos religiosos
- Concatedral de Santa Maria
- Igreja de São Mateus
- Igreja de Santiago
- Igreja de São João

### Palácios
- Palácio de Moctezuma
- Palácio dos Golfines de Arriba
- Palácio dos Golfines de Abajo
- Casa del Sol
- Palácio do Carvajal

### Museus
- Museu Provincial de Cáceres
- Casa-Museu Guayasamín
- Casa Pedrilla
- Museu Vostell Malpartida
- Museu Árabe Yusuf Al Burch

### Elementos de fortificação
- Arco de la Estrella y del Cristo
- Torres de Sande
- Torre de Bujaco
- Torre das Cegonhas

## Demografia
| Variação demográfica do município entre 1991 e 2004 | Variação demográfica do município entre 1991 e 2004 | Variação demográfica do município entre 1991 e 2004 | Variação demográfica do município entre 1991 e 2004 |
| --------------------------------------------------- | --------------------------------------------------- | --------------------------------------------------- | --------------------------------------------------- |
| 1991                                                | 1996                                                | 2001                                                | 2004                                                |
| 74 589                                              | 77 768                                              | 82 716                                              | 88 245                                              |

## Localidades
- Aldea Moret
- Almedias
- Carretona
- El Calera
- Hinojosas
- La Alberca
- La Carretona
- La Lagartera
- Las Monjas
- Nateras
- Peñaquemada
- Rincón de Ballesteros
- Santo Toribio
- Segura
- Valdesalor
- Villa Amalia

## Bairros
- Cabezarrubia
- Casas Baratas
- El Carneril
- El Perú
- El Vivero
- La Madrila
- La Zambomba
- Los Fratres
- Moctezuma
- Nuevo Cáceres
- San Marquino

1. ↑  «Cifras oficiales de población resultantes de la revisión del Padrón municipal a 1 de enero» (ZIP). www.ine.es (em espanhol). Instituto Nacional de Estatística de Espanha. Consultado em 19 de abril de 2022